# Hein Klarenbeek
Hein Klarenbeek (Amsterdam, 30 augustus 1915 – Wageningen, 26 november 1997) was een Nederlands architect. 
Hij studeerde van 1934 tot 1942 aan de Technische Hogeschool te Delft, waar hij afstudeerde op zowel Bouwkunde als Waterbouwkunde.

## Carrière
Klarenbeek was van 1934 tot 1975 werkzaam als architect. Samen met architect Berghoef was hij de grondlegger van architectenbureau Berghoef & Klarenbeek, waar zij tussen 1949 en 1959 samenwerkten aan de architectuuropgaven die betrekking hebben op de wederopbouw van Nederland. Vanaf 1959 voerde hij tot 1975 een zelfstandig architectenbureau. Klarenbeek heeft vooral gebouwen ontworpen in Aalsmeer, Amstelveen, Amsterdam en Muntendam, waarbij woonhuizen, winkels, scholen, kerken, kantoren en bejaardenhuizen de hoofdmoot van zijn werk vormen. Voorbeelden van zijn projecten zijn de uitbreiding van de Rudolf Steinerschool in Haarlem (1965-1967), de voormalige hervormde Pauluskerk in Den Haag (1956) en het ANWB-kantoor in Wassenaar. Hij overleed in 1997.
- Nederlandse Thesaurus van Auteursnamen: 417689381
- Virtual International Authority File: 17152820162300682217